# Campionato sudamericano maschile di pallavolo 1975
L'XI campionato sudamericano maschile di pallavolo si è svolto nel 1975 ad Asuncion, in Paraguay. Al torneo hanno partecipato 5 squadre nazionali sudamericane e la vittoria finale è andata per la decima volta, la quinta consecutiva, al Brasile.

## Squadre partecipanti
- Argentina
- Brasile
- Paraguay
- Uruguay
- Venezuela

## Classifica finale
| Classifica | Squadre   |
| ---------- | --------- |
|            | Brasile   |
|            | Venezuela |
|            | Argentina |
| 4          | Paraguay  |
| 5          | Uruguay   |